# 金牛T風
金牛T風－因為是在這個階段的年輕恆星，所以如此命名－是一種從緩慢旋轉吸積物質的太陽星雲轉換到點燃氫發展成為原恆星階段的現象。
原恆星，僅有大約初始質量的1%成為其最後的質量，但是這些恆星的包層繼續隨著墜入的物質增生。經過10,000至100,000年
 （页面存档备份，存于），熱核反應在核心開始進行，然後產生強大的恆風使新的質量不在墜入。這顆原恆星現在因為它的質量被固定了，因此被認為是一顆恆星，並且它的未來發展也被設定了。

## 低質量原恆星的演化圖
這顆金牛T星，和質量低於2太陽質量的恆星，被認為會遵循以下的發展：
1. 非常緩慢旋轉的太陽星雲 + 觸發
2. 塌縮
3. 恆星 + 原行星盤形成
4. 緩慢收縮和吸積 + 強烈的恆星風 (雙極流)
5. 進行氫的燃燒和成為主序帶上的恆星。

### 詳細的原恆星演化
起初有一些數量是隨機的星際氣體物質，主要是氫，包含可以追蹤的塵埃(冰、碳、岩石等)。
1. 最初，雲氣被認為是因為非常緩慢的自轉造成萎陷[2]。
2. 甚麼情況發生密度較高的雲氣核心崩潰得比密度較低的外緣區域快？這源自自由落體時間〜1/√(gxdensity)。核心的初始崩潰非常快速，時間〜1/√(6.7×10−8×10−18 g/cm³) 〜50,000–100,000年左右。密度較低的外層花費較長的時間生成崩潰(塌縮成為原恆星)；時間〜百萬年左右。大體上，所說的就是太陽形成的過程。
3. 由內向外的崩潰倒致在雲氣的中心形成恆星，然後慢慢的經由吸積雲氣的外層增加它的質量。
4. 另一個值得注意的形勢是在後面比恆星確實點燃核融合之火稍前面的階段，一種強烈恆星風的生成。經常因為雲氣緩慢的旋轉，恆星周圍的物質會形成盤面。盤面使得恆星風成為兩束定向但方向相反的雙極流，可能會使我們的太陽在形成時損失的質量達到0.4太陽質量，並且使雲氣開始被破壞。
5. 即使它花費了數百萬年從雲氣中生成原恆星，但因為原恆星相對較低的質量，它甚至需要花更長的時間，慢慢的收縮和形成恆星遮罩。在大部分的雲氣，在進入激烈的演化階段之前，都有機會生長成為原恆星。

## 金牛T星的恆星風參數和吸積的特性
經典金牛T星繼續發射的主要部分是外面的吸積激波，這意味著非常大量的物質從接近水平的方向進入吸積盤。這些氣體的減速在接近恆星表面的地方形成湍流層。 
我們認為有兩個方案可以解釋這種吸積的性質：經由雙流吸積(經由磁層的邊界)和磁層吸積的流注，大部份的物質由水平的方向落入恆星。
從CTTS的光學和紫外線光譜觀測，提供了星盤風的定量參數。觀測到物質從盤面上半徑小於0.5天文單位的區域流出，流出的物質最初幾乎是沿著盤面在移動，直到吸積的速度達到V大於100公里/秒，並且在之後開始準直。內部區域的風在距離小於3天文單位的位置從盤面中央的平面開始準直成為噴流。氣體的速度分量Vz隨著噴流距離的增加而減少，在噴流基部的溫度不低於20,000K

## 外部連結
- Alexandra Kravtsova, Lamzin S.A. (Sternberg Astronomical Institute, Moscow)
- Disk Winds From T Tauri Stars John Kwan and Eugene Tademaru Archive.today的存檔，存档日期2007-06-16
- HighBeam Research dictionary entry
- University of Oregon Star Formation
- University Corporation for Atmospheric Research Solar Wind